# Arvid Carlsson
Arvid Carlsson (25. ledna 1923 Uppsala – 29. června 2018 Göteborg) byl švédský farmakolog a lékař, nositel Nobelovy ceny za fyziologii a lékařství za rok 2000. Za výzkum přenosu signálů v nervovém systému ji spolu s ním dostali Paul Greengard a Eric Kandel. Arvid Carlsson se zabýval především výzkumem neuropřenašeče dopaminu: objevil jeho přítomnost v mozku a objasnil jeho úlohu při přenosu nervových signálů. Od roku 1959 působil jako profesor Univerzity v Göteborgu.